# Famille Cassetti
Pour les articles homonymes, voir Cassetti.
 (avril 2025).
Motif : Pas d'éléments de notoriété
- Archive Wikiwix
- Bing
- Cairn
- DuckDuckGo
- E. Universalis
- Gallica
- Google
- G. Books
- G. News
- G. Scholar
- Persée
- Qwant
- (zh) Baidu
- (ru) Yandex
- (wd) trouver des œuvres sur Wikidata

| 1. | Préciser le motif de la pose du bandeau. | Précisez le motif de la pose du bandeau en utilisant la syntaxe suivante : {{admissibilité à vérifier\|date=août 2025\|motif=remplacez ce texte par le motif}}                        |
| 2. | Informer les utilisateurs concernés.     | Pensez à avertir le créateur de l'article, par exemple, en insérant le code ci-dessous sur sa page de discussion : {{subst:avertissement admissibilité à vérifier\|Famille Cassetti}} |

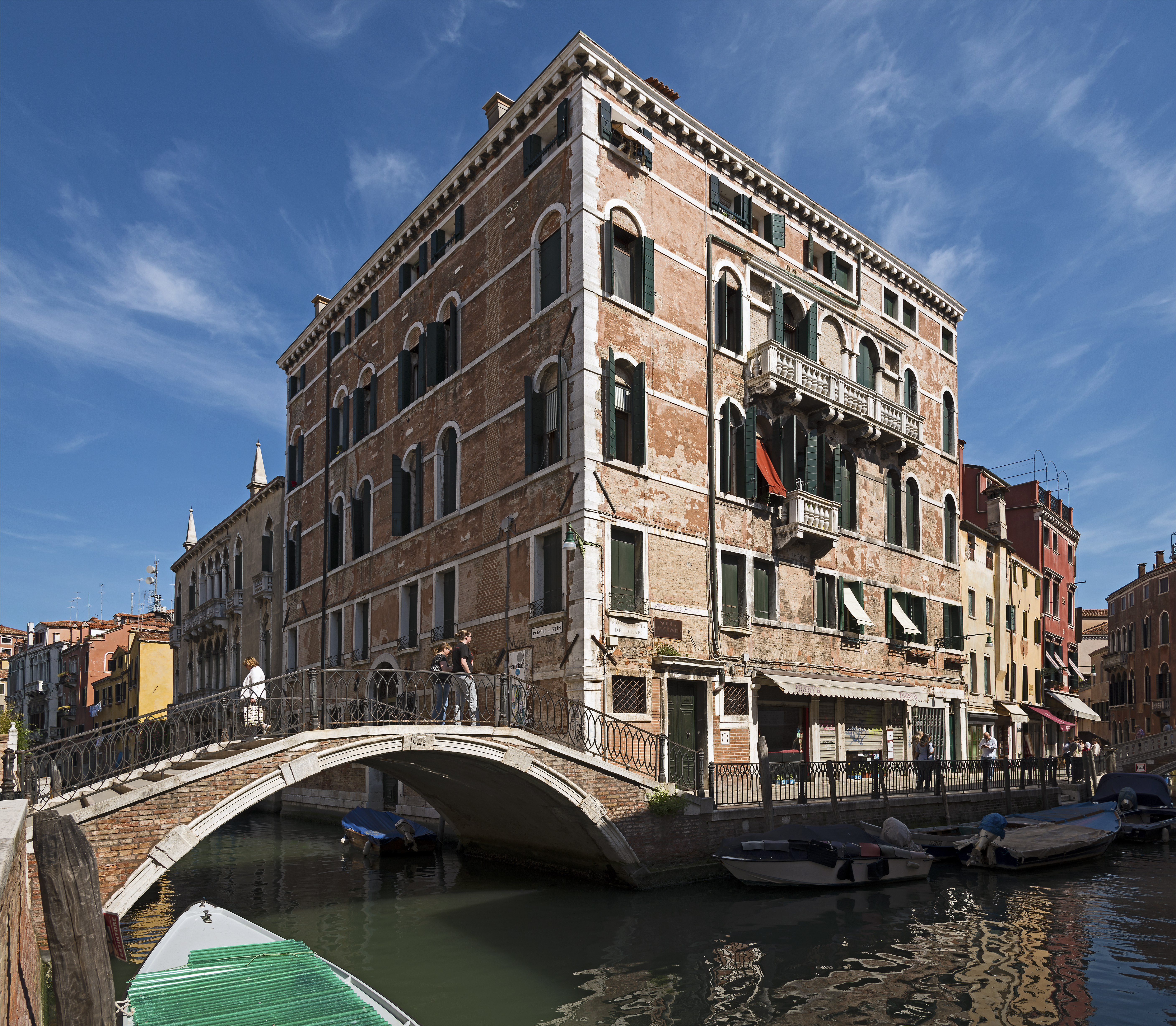
La Ca'Cassetti à San Polo (Venise)

La famille Cassetti est une famille patricienne de Venise.

## Histoire
La famille Cassetti s'est agrégée à la noblesse de Venise en payant la taxe de 100 000 ducats destinée à la guerre de Candie.

## Armes
- D'azur avec une cassette (ou petit coffre) fermé d'or.